# Milorad Ekmečić
Milorad Ekmečić (serbisch-kyrillisch Милорад Екмечић; * 4. Oktober 1928 in Prebilovci; † 29. August 2015 in Belgrad) war ein jugoslawischer bzw. serbischer Historiker, dessen Spezialgebiet die Geschichte der Serben und Südslawen vom Ende des 18. Jahrhunderts bis 1918 war. Er lehrte an der Philosophischen Fakultät in Sarajevo (1968–1992) sowie an der Philosophischen Fakultät in Belgrad (1992–1994). Ekmečić war ständiges Mitglied der Serbischen Akademie sowie der Akademie der Wissenschaften und Künste Bosnien-Herzegowinas. Er war Träger zahlreicher Auszeichnungen für sein umfangreiches historiographisches Œuvre zur modernen Geschichte Jugoslawiens und des Balkans, sowie Mitbegründer der ultranationalistischen Partei SDS. Ekmečićs historische Hauptleistung bildete eine in den 1980ern begonnene Debatte über Grundsatzfragen in der Rollen der beiden größten Kirchen des ehemaligen Jugoslawiens im Zerfall des Gesamtstaates angeregt zu haben, an der sich auf kroatischer Seite der Historiker Ivo Banac beteiligte.

## Leben
Geboren wurde Ekmečić im Ort Prebilovci in der Gemeinde Čapljina in der Herzegowina am 4. Oktober 1928. In Čapljina besuchte er die vierjährige Grundschule und schloss das Gymnasium in Mostar 1947 unter Befreiung vom Abitur ab. Den Zweiten Weltkrieg erlebte er bis 1943 in Čapljina. Nach dem Tod beider Eltern schloss er sich den Partisanen in Prigilovci an und war vom Oktober 1944 bis Juli 1945 Mitglied im NOV. Er diplomierte 1952 an der Philosophischen Fakultät in Zagreb, wo er 1958 gleichfalls doktorierte. Nach Abschluss seiner Doktorarbeit über den Aufstand in Bosnien 1875–1878 („Устанак у Босни 1875–1878.“), schrieb er sich zu einer einjährigen wissenschaftlichen Spezialisierung in Princeton ein.
Nach seiner Rückkehr aus den Vereinigten Staaten war er bis zum Ausbruch des Bosnienkrieges 1992 an der Philosophischen Fakultät Sarajevo angestellt.
Von 1992 bis 1994 lehrte er an der Philosophischen Fakultät in Belgrad. Seit 1973 war er Mitglied der Bosnischen Akademie, seit 1978 Mitglied der Serbischen Akademie.
Ekmečić wurde 1996 ständiges Mitglied im Senat der Republika Srpska.

## Werk
Milorad Ekmečić hat tiefgreifende wissenschaftlichen Synthese zu den agrarischer Gesellschaften, Nationalideologien und -bewegungen, sowie im Speziellen den religiösen Faktoren bei Südslawen und der Balkangeschichte geliefert. Insbesondere stammt von Ekmečić ein bedeutender historiographischer Beitrag zu der Typologie des Nationalismus der Südslawen, den er auf Basis der Metamorphose vom linguistischen zum religiösen Typ des Nationalismus beschreibt. Diesen Typus hat er als Doomsday Nationalism als hauptverantwortlich für den Kollaps der Zwei jugoslawischen Staaten 1941 und 1991 verantwortlich gemacht.
In seinen frühen Schriften befasste sich Ekmečić überwiegend mit der Geschichte Bosniens. Er ist einer der führenden Kenner der bosnischen Historiographie und trat während des Bosnienkrieges durch seine wissenschaftliche Polemik an der Rezeption der damaligen bosnischen Geschichtsschreibung in Erscheinung.
Seit der Ko-Autorschaft mit Vladimir Dedijer, Ivan Božić und Sima Ćirković in der Geschichte Jugoslawiens (1972) bearbeitete Ekmečić vielfach Themen der allgemeinen jugoslawischen Geschichte. Nach seinem Opus magnum in zwei Bänden von 662 und 842 Seiten über die Entstehung Jugoslawiens (Stvaranje Jugosavije: 1790–1918, 1989), für das er 1990 den begehrten NIN-Preis erhalten hatte, publizierte Ekmečić über die Geschichte Serbiens im Ersten Weltkrieg, sowie nach der Auflösung des jugoslawischen Gesamtstaates über die neuere Serbische Geschichte, sowie dem historischen Schicksal der Serben in der Neuzeit (Dugo kretanje između klanja i oranja. Istorija Srba u novom veku 1492–1992, 2007). Er gilt heute als Doyen der serbischen Geschichtsschreibung und neben Dobrica Ćosić als Eminenz der intellektuellen serbischen Kritik an der westlichen und europäischen Balkanpolitik.

## Thesen
Ekmečić baute in der Geschichte Jugoslawiens (1972) eine frühere These, das eine religiöse Wasserscheide entscheidend für das Zugehörigkeitsgefühl der Volksgruppen in Jugoslawien wäre, aus. Er postulierte, dass diese religiöse Basis als Definition und Unterscheidungsmerkmal der jugoslawischen Völker zur Irrationalität führte und taufte diesen Typus Nationalismus als Nationalismus des jüngsten Gerichts (nationalisam sudnjeg dana). Den Ausdruck Nationalismus des jüngsten Gerichts entlehnte er dabei einer Aussage Winston Churchills, der das nationale Problem der Iren am Jüngsten Tag geregelt sah, da es auf der Religion basierte. Zur Unterscheidung von Nations-Typen nahm Ekmečić an, dass diese drei Formen einer gemeinsamen Sprache, einer gemeinsamen Religion oder einer stabilen und mehrhundertjährigen staatlichen Entwicklung entstammen. Die ideologische Kritik an der Geschichte Jugoslawiens wurde insbesondere Ekmečić zuteil, da er gegen die damalige offizielle These einer systematischen Unabhängigkeit der Völker Jugoslawiens, die er mit der These jede Nation hat ihren eigenen Adam vergleicht, abwich.
Er gab den westlichen Staaten eine wesentliche Schuld am Krieg in Jugoslawien und trat dazu schon zum 70. Jahrestag der Gründung Jugoslawiens 1988 mit der Parole Europa hat Jugoslawien aufgebaut, Europa wird es auch abbauen auf. Ekmečić verteidigte das SANU-Memorandum als angebrachte Reaktion auf die Probleme im Kosovo und Bosnien.
Nach dem westlichen Eingreifen unter Führung der Vereinigten Staaten von Amerika in den Balkankonflikten 1995–1999 (insb. Kosovokrieg) entwickelte Ekmečić eine ausgeprägte anti-amerikakritische Position. Er gehört in Serbien auch zu der stark prorussisch ausgerichteten Fraktion, die in einer vermeintlichen antiserbischen Reaktion des Westens eine Verlängerung antirussischer Tendenzen auch nach Ende des Ost-West-Konfliktes sieht. Ekmečić sieht im Kollaps Jugoslawiens als Hauptverantwortliche einen Teil der Jugoslawischen Kommunisten, die in Kombination mit amerikanischer Hilfe die nationalen Fragen des damaligen Jugoslawiens zugunsten einer katholischen Lösung im mitteleuropäischen Kontext bedient haben.
Die Neukonfiguration Europas und der Welt seit dem Fall der Berliner Mauer, mit dem Zusammenbruch älterer Projekte und Staatsstrukturen, der tiefen Krise in der Demokratie, die sich an die Großen Finanzmärkte und globalen Firmen hat anspannen lassen, bestimmten in den letzten beiden Jahrzehnten Ekmečićs Unruhe über die weitere Entwicklung. Zum großen Teil waren die traumatischen Kindheitserinnerungen durch das Massaker vom 6. August 1941 an einem bedeutenden Teil seiner Familie (darunter seinem Vater) von insgesamt 600 Einwohnern des Dorfes Prebilovci nahe Čapljina durch Angehörige der Ustascha ursächlich für seine tiefgehenden Analysen über das Staatsprojekt Jugoslawiens, aus denen er auch einen Teil seiner Thesen über dessen Scheitern gewann. Ekmečić nahm an, dass die US-amerikanische Außenpolitik die weitere historische Entwicklung der Serben steuern werde und die nach seiner Ansicht in Zweihundert Jahren verwirklichte historische Leistung einer staatlichen Vereinigung der über den Balkan fragmentierten serbischen Bevölkerungsgruppen, wie sie im früheren Jugoslawien verwirklicht war, zukünftig auch mit militärischen Mitteln verhindern werde.

## Politik
Ekmečić engagierte sich für die Unabhängigkeit der Republika Srpska in Bosnien und war ab 1992 Mitglied im Ausschuss der SDS. Er wurde 1992 von den Bosnischen Paramilitärischen Truppen (Zelene Beretke) festgenommen, floh danach aber mit seiner Familie nach Belgrad, wo er nach der erfolgten körperlichen Misshandlung operiert werden musste. Er war ein Anhänger Miloševićs, den er selbst als „gemäßigten Degaullisten“ bezeichnete, lehnte aber dessen Bitte, die bosnische Serbenführung um Radovan Karadžić zur Annahme des Vance-Owen-Plans und Beilegung des Krieges zu bewegen, ab. Während der Anklage vor dem Völkergerichtshof in Den Haag sollte er auf Seite der Verteidigung im Prozess als Zeuge und Experte für die moderne Geschichte Jugoslawiens und des Balkans aussagen. Ekmečićs wollte dabei eine wissenschaftliche Analyse zum Bosnienkrieg liefern, die auf seiner Arbeit Spoljni uzroci građanskog rata u BiH 1992 (dt. Die äußeren Gründe für den Krieg in Bosnien und Herzegowina 1992) basierte. Da der Milošević-Prozess aufgrund des vorzeitigen Ablebens des Angeklagten beendet wurde, kam es dazu nicht mehr.

## Kritik
Ekmečić galt als in der wissenschaftlichen Welt als „serbisch-revisionistischer“ Historiker, der eine revisionistische, nationalistische, serbische Geschichtsschreibung betrieb, die nach dem Zerfall Jugoslawiens unter anderem die Kriege gegen Kroatien, in Bosnien-Herzegowina und den Kosovo rechtfertigte – so die norwegische Professorin für Politikwissenschaft und Jugoslawienexpertin Ramet in einem Beitrag in den Communist and Post-Communist Studies.

## Werkrezeption
Das Werk Ekmečićs wurde mehrfach übersetzt, die in Koautorschaft entstandene Historija Jugoslavije (1972) ins Englische, seine Dissertation Ustanak u Bosni: 1875–1878 (1960) ins Deutsche.
Zu Ekmečićs Buch Ratni ciljevi Srbije 1914 (dt. Kriegsziele Serbiens 1914) schrieb Gale Stokes in den Slavic Review: It is a superbly researched book, written in a rich style appropriate to the complexity and passion of Serbia's dark but glorious year of 1914. und bescheinigte: Ekmečić is erudite, witty, analytical, and complex.
Die beachtliche Polemik zur Historija Jugoslavije entbrannten über Ekmečićs Thesen zu den Ursprüngen des Nationalismus bei den Völkern Jugoslawiens, über die es insbesondere mit Mirjana Gross zu einer fruchtbaren wissenschaftlichen Auseinandersetzung kam. Allgemein bildete die Historija Jugoslavije eine Antwort auf die dezentralistischen Tendenzen innerhalb einzelner Republiken Jugoslawiens, die die angespannte politische Situation zu Anfang der 1970er prägten. Während Tito die Partei-Disziplin durch Auswechslung der kroatischen Parteiführung und durch den Rücktritt der beiden wichtigsten serbischen Opponenten einer zentralistischen Staatsform am 21. Oktober 1972, wieder hergestellt hatte, so viel, die in der SR Kroatien ausschließlich die politische Führung betreffende Kritik, durch das Erscheinen der Historija Jugoslavije im Herbst 1972 in der SR Serbien auch den Historiker Ekmečić und den Hauptautor der Historija Jugoslavije, Vladimir Dedijer. Die Grundlage der Kritik an Ekmečić bildete sein Heraustreten aus der allgemeinen Interpretation über die nationalen Entwicklungen des 19. Jahrhunderts, die die grundsätzlichen Voraussetzungen der Dezentralisten herausforderte. Insbesondere baute er seine These, dass die Sprache das einzige Konzept der Nations-Bildung ist, das bis zu den fortschrittlichen Rationalisten und Voraussetzungen der Romantiker verfolgt werden kann, aus. Er folgerte, da das Konzept eine Sprache, eine Nation, dass auf den Ideen des serbischen Linguisten und nationalen Ideologen Vuk Stefanović Karadžić und seiner Anhänger basierte, im 20. Jahrhundert nicht umgesetzt wurde, durch die Religionszugehörigkeiten der jugoslawischen Völker verhindert wurde: „Die grundsätzliche demokratische Konzeption einer Nation basierte auf der Voraussetzung das [Nationen] nicht direkt an eine Religion gebunden werden sollten, sondern an einen säkularen Faktor. Während die südslawischen Reformer diese Idee zu verwirklichen suchten, waren sie nur partiell in ihrem literarischen und kulturellen Aufgaben erfolgreich, während die rückständige agrarische Realität des Balkans der Zeit den Erfolg ihrer politischen Aufgaben verhinderte.“
Die politische Debatte um die Historija Jugoslavije bildete auch die letzte große historische Debatte in der bedrückenden Atmosphäre des späten Titoismus, und die politische Verfolgung der Historiographie klang mit der jugoslawischen Verfassungsänderung 1974 aus.
Für die Englische Übersetzung der Historija Jugoslavije (History of Yugoslavia) kritisierte Gale Stokes in The American Historical Review eine unitaristische Sichtweise Ekmečićs zu Fragen der jugoslawischen Idee: The spottiest section may be Milorad Ekmecic's discussion of the nineteenth century, which suffers from a none too subtle interpretation of Serbian national development and the erroneous determinist view that prior to 1903 „the trend of the national movements of the Yugoslav people was toward unification“ (p. 251). Since Ekmecic is one of Yugoslavia's finest historians, however, he is able to balance these shortcomings with some excellent analysis of specific points.
Ebenfalls führte Stvaranje Jugoslavije (1989), das von Ekmečić selbst als sein Magnum Opus betrachtet wurde, zu Kontroversen um die Thesen in den Themen Nation und Sprache sowie dem Ursprung der jugoslawischen Nationalitäten. Stvaranje Jugoslavije wurde trotz der kritischen Aufnahme durch Srećko M. Džaja als Werk eines „Mavro Orbini des zwanzigsten Jahrhunderts“ (Mavro Orbini hat mit der Regno gli Slavi die größte historiographische Leistung der Ragusaner Literatur verfasst) bezeichnet und er auch zu aller erst die Bewunderung über „die unglaublich Erudition des Historikers Ekmečić und sein hervorragenden Stil sich innerhalb der Geschichte zu bewegen. Ekmečić beherrscht zahlreiche historische Disziplinen, und bleibt so in seinen Ausdrücken immer lebendig und interessant, auch wenn er auf sehr langen Wegen wandert. Eine wahre Krönung sind Ekmečićs historische Porträts, in denen die Eleganz seines Stils kulminiert“, aussprach.

## Ehrungen
Für seine Bücher, und die Art und Weise wie er umfangreiche historische Studien in über 300 wissenschaftlichen Aufsätzen synthetisierte, bekam er die Auszeichnung des 27ten Julis Bosnien und Herzegowinas, die Auszeichnung ZAVNOBIH, die Spezielle Auszeichnung Vuks, die Auszeichnung Vladimir Ćorovićs, den Pečat vremena für Wissenschaft und Sozialtheorie, die Auszeichnung der Srpske književne zadruge für sein Lebenswerk sowie die Kočićeva Auszeichnung.
Für die Zweibändige Studie Stvaranje Jugoslavije 1790–1918 hatte er 1989 vom Wochenmagazin NIN die Auszeichnung für Wissenschaft und Publizistik bekommen.
Er war Träger des Ehren-Ordens mit Goldstrahlen der Serbischen Republik sowie dem Orden des Hl. Sava I Ordnung sowie des Ordens des Hl. Sava.
In allen wichtigen serbischsprachigen Medien begleitete die Nachricht zum Tode Ekmečićs eine Würdigung der Arbeit des Historikers.
Das Wochenmagazin Vreme druckte dazu einen umfangreichen Abschnitt der Einleitung aus seiner letzten großen historischen Studie ab. Auch das serbische Fernsehen zitierte aus diesem wohl bedeutendsten Werk Ekmečićs; in der Sendung Dugo kretanje kroz istoriju profesora Ekmečića (Der lange Weg durch die Geschichte des Professors Ekmečić) zum Gedenken Ekmečić war der Titel aus der Großstudie Dugo kretanje između klanja i oranja (Der lange Weg zwischen Schlachten und Ernten) entlehnt, der wiederum von Ekmečić einem Ausspruch Ivo Andirćs folgte.
Eine Gedenkfeier der Regierung der Serbischen Republik unter Beisein des Regierungschefs Milorad Dodik fand am 31. August 2015 im Parlament der Serbischen Republik, am 2. Sep. im Rathaus von Belgrad statt. Der Familie Ekmecics und den Mitgliedern der Serbischen Akademie hatte der Präsident Serbiens zuvor schon während des Staatsbesuchs in China ein Beileidstelegramm zukommen lassen. Dem Begräbnis wohnten unter anderen das Kollegium aus den Mitgliedern der Serbischen Akademie, zahlreiche politische Amtsträger, darunter die ehemalige Präsidentin der Serbischen Republik Biljana Plavšič und der ehemalige hohe Funktionär der Serbischen Republik Momčilo Krajišnik bei.

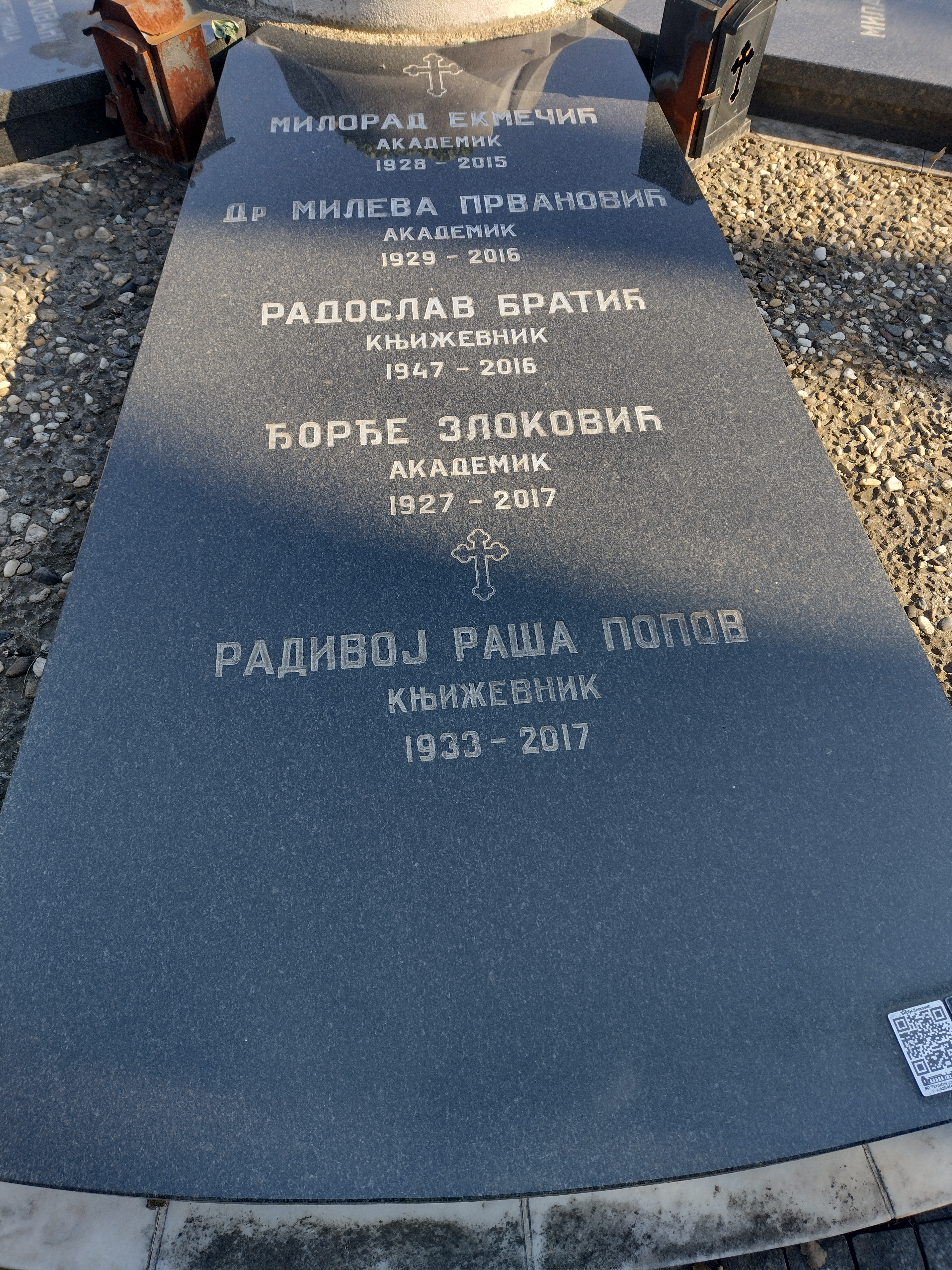
Ehrengrab von Milorad Ekmečić u. a. in Belgrad

## Werke (Auswahl)
- Vladimir Dedijer, Milorad Ekmečić, Ivan Božić, Sima Ćirković: Istorija Jugoslavije. Belgrad, Prosveta, 1972.
- Stvaranje Jugoslavije: 1790–1918. – Belgrad: Prosveta, 1989. – 2 Bd. (662; 842 pp.)
- Živa reč Milorad Ekmečića / Milorad Ekmečić; (razgovore vodno) Miloš Jevtić. – Gornji Milanovac: Dečje Novine, 1990.
- Ratni ciljeni Srbije 1914. – 2. Auflg. – Belgrad: Prosveta, 1990.
- Ratni ciljeni Srbije : 1914–1918. – Belgrad: Politika, BMG, 1992.
- Srbija između Srednje Evrope i Evrope. – Belgrad: Politika, BMG, 1992.
- Ustanak u Bosni: 1875–1878. – 3. verb. Auflg. – Belgrad, Službeni List SFRJ, Balkanologisches Institut SANU, 1996 (Erstauflage 1960, Sarajevo: Veselin Masleša). (Deutsche Übersetzung: Der Aufstand in Bosnien, 1875–1878. Band 1 und Band 2, Übers.: Rotraud Stumfohl, Histor. Inst. d. Univ. Graz, Abt. Südosteuropa, 1974)